# Одесский дворик

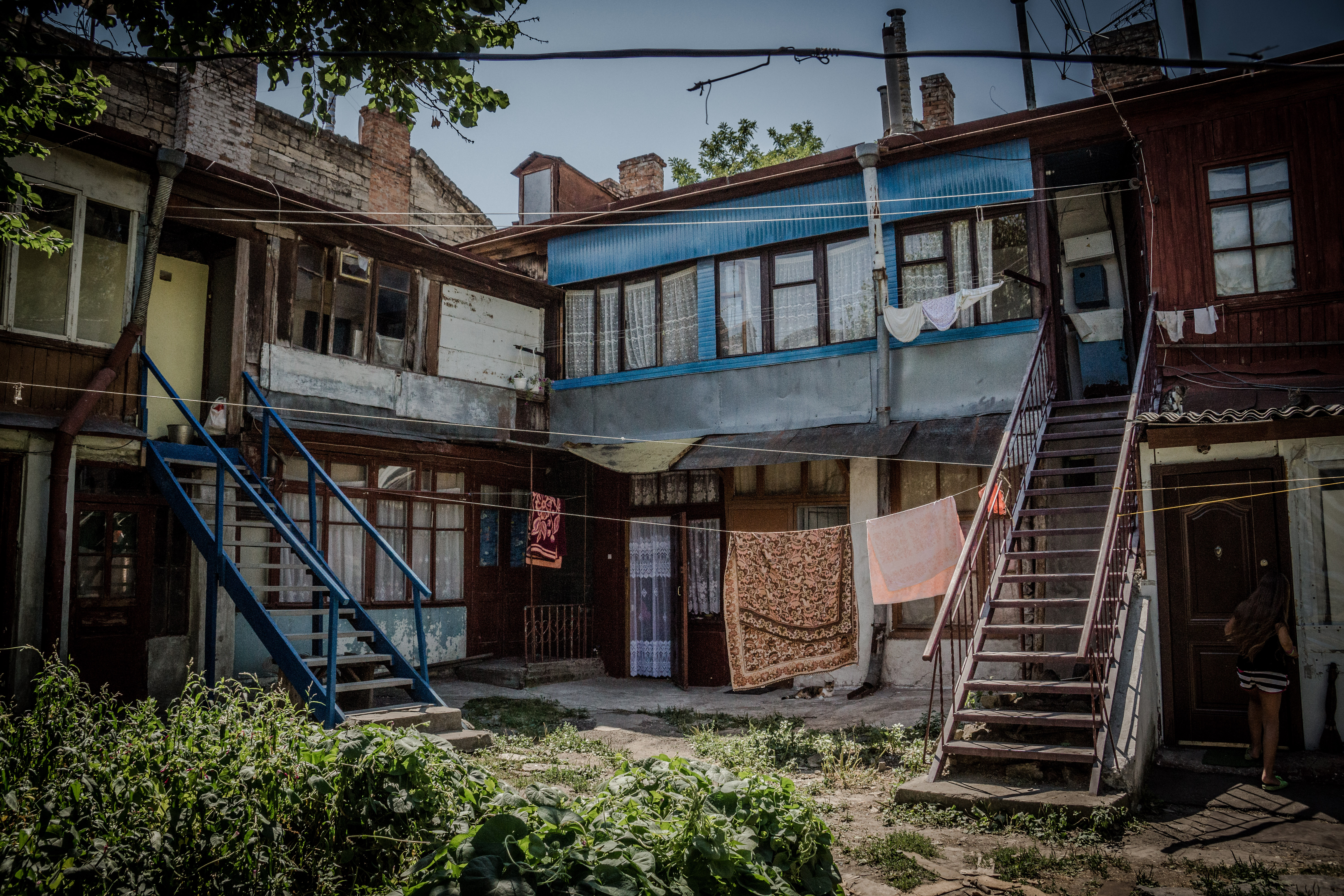
Одесский дворик на ул. Ушинского

Одесский дворик – историческая, архитектурная и культурная достопримечательность Одессы, неотъемлемая часть образа города и «одесского мифа». Одесские дворики и их колоритных жителей воспели такие писатели и поэты, как Исаак Бабель, Валентин Катаев, Юрий Олеша, Константин Паустовский.

## Особенности

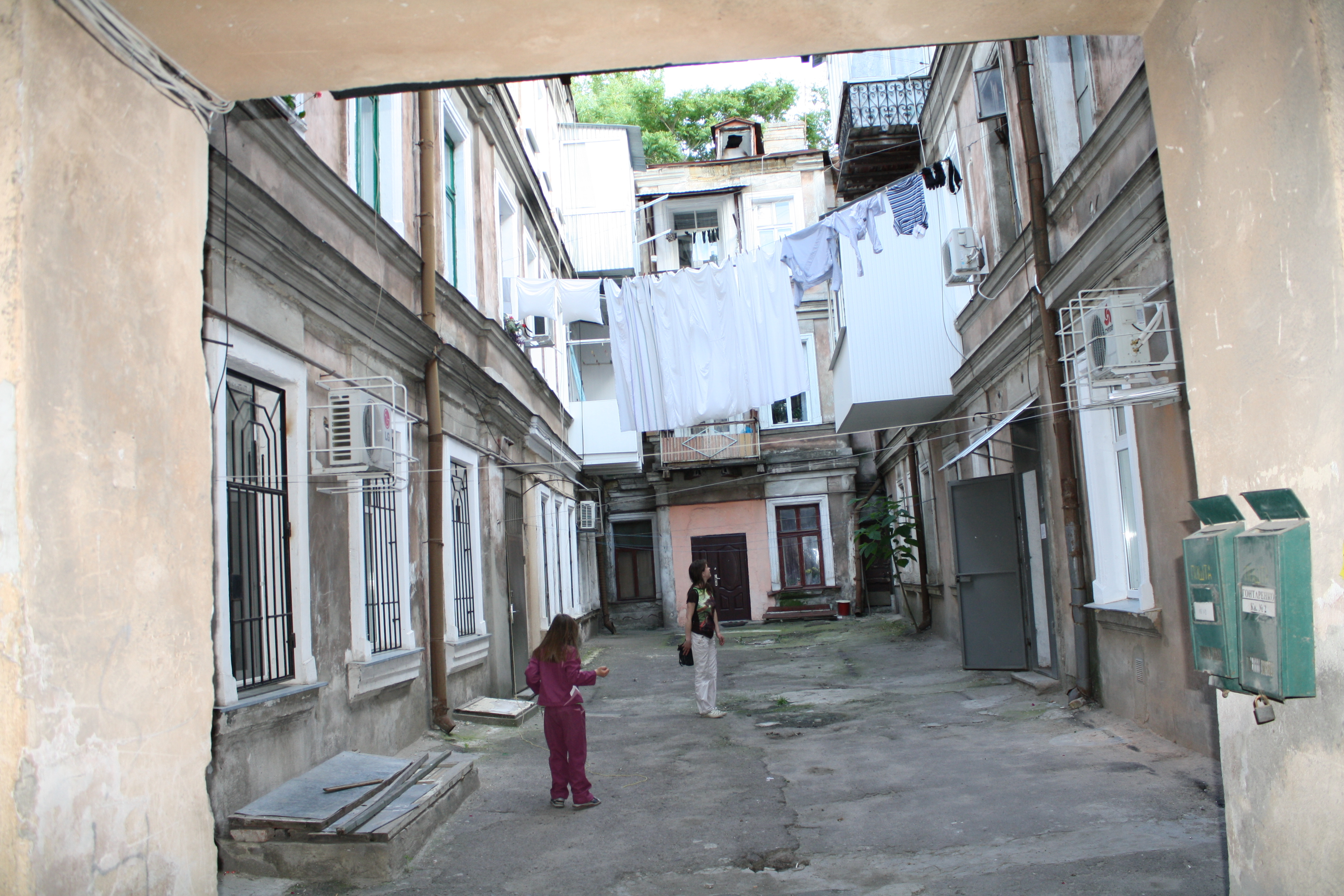

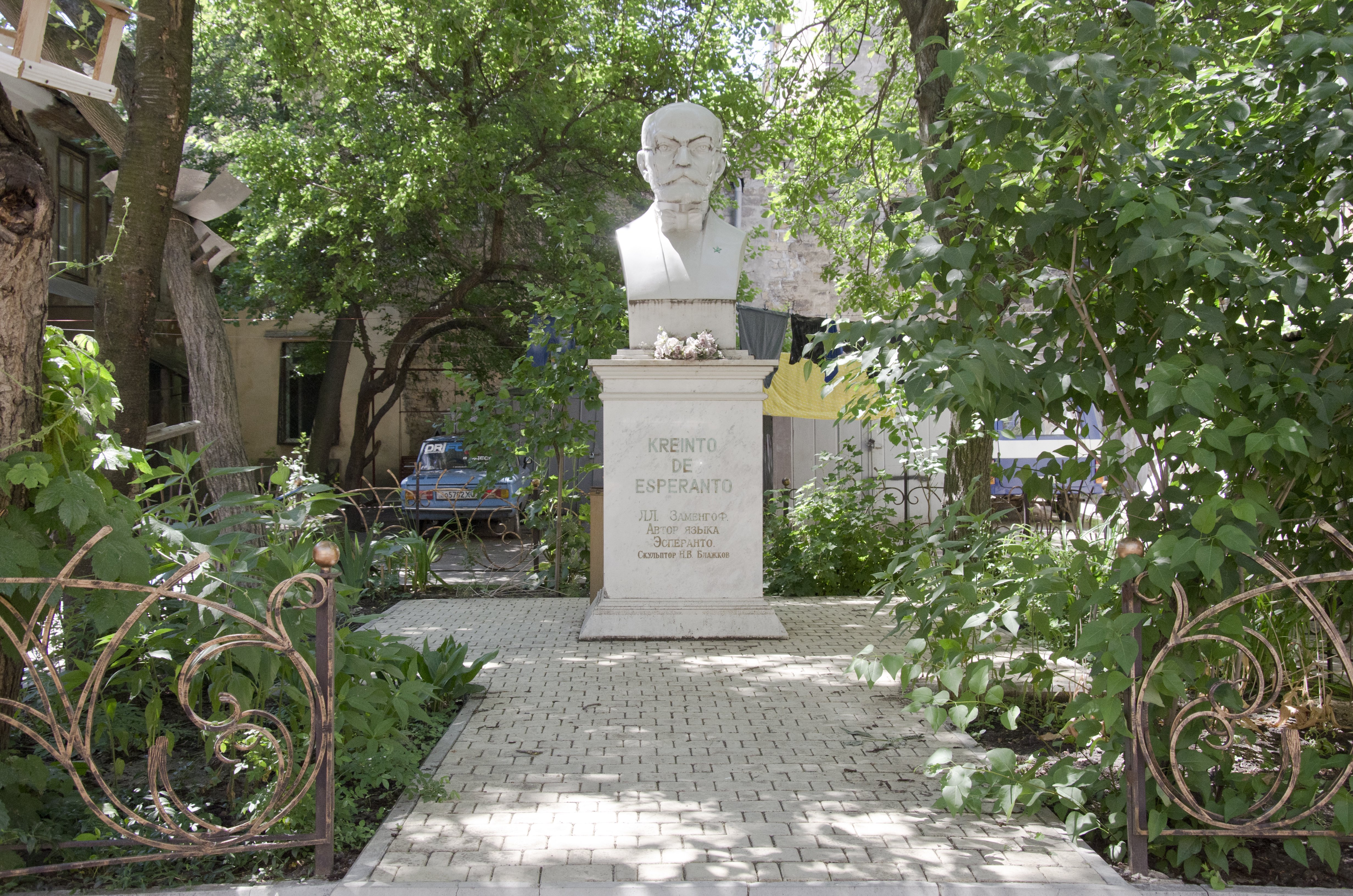
Памятник Людвику Заменгофу в одесском дворике на улице Дерибасовской

Архитектурно одесские дворики родились из типичной для южных стран застройки: дома с небольшими внутренними двориками.
Традиционный для Одессы тип жилья сформировался в XIX веке и имел трехчастную структурную систему: жилая ячейка – дом – двор. Трехчастная система дома – характерная архитектурно-художественная особенность одесского жилища. Такая система обеспечивала максимальное использование придомового пространства для отдыха, хозяйственно-бытовых нужд, садоводства, позволяла осуществлять плавный переход от внешней среды к внутреннему пространству помещений, улучшала микроклимат жилища. Замкнутые дворы исключали визиты случайных пешеходов. Двор служил центром общественной жизни дома, жители которого составляли своеобразный микросоциум.
Одна из функций внутреннего дворика – терморегуляция. Летние открытые помещения и затененный внутренний двор предохраняли жилье от перегрева. Дворовое пространство накапливало ночью дневное тепло, а в утренние часы ночную прохладу. Такой прием широко применялся еще в античных поселениях Северного Причерноморья. В двориках Одессы усматриваются традиции зодчества балканских стран, Крыма, Южной Европы.
Дворики расположены в исторической части города, на Молдаванке и в других старых районах города.
Одесский дворик имеет закрытую территорию, как правило, с одним входом во двор через арку (ворота). Образован одно-двухэтажными домами в более бедных районах, и трех-четырёхэтажными особняками и доходными домами в более фешенебельных центральных районах города.
Непременными атрибутами двориков являются желтоватые стены из глыб ракушняка, чёрная итальянская лавовая плитка, причудливо изгибающиеся металлические лестницы, веревки для белья, кованые решетки и балконы, коты, виноград, остатки колодцев, палисадники, снующие дети, пожилые жители.
Одесские дворики – это соединение домов и их жителей, в результате которого рождается особая атмосфера. Старые одесские дворики и их жильцы создали образ Одессы, которой посвящено множество песен, стихов и анекдотов. Небольшая закрытая территория с относительно небольшим количеством жильцов способствовали налаживанию тесных связей, бытового и социально-психологического взаимодействия. К примеру, именно в одесских двориках издавна устраивались нетипичные для городской жизни дворовые застолья.
На формирование атмосферы и образа одесских двориков наложил отпечаток и разнообразный национальный состав жильцов.

Одесский дворик: 

- Сёмочка, иди кушать! 

- Я уже покушал у Павлика! 

- Ой! Это не сын, а золото!

## Туристические маршруты

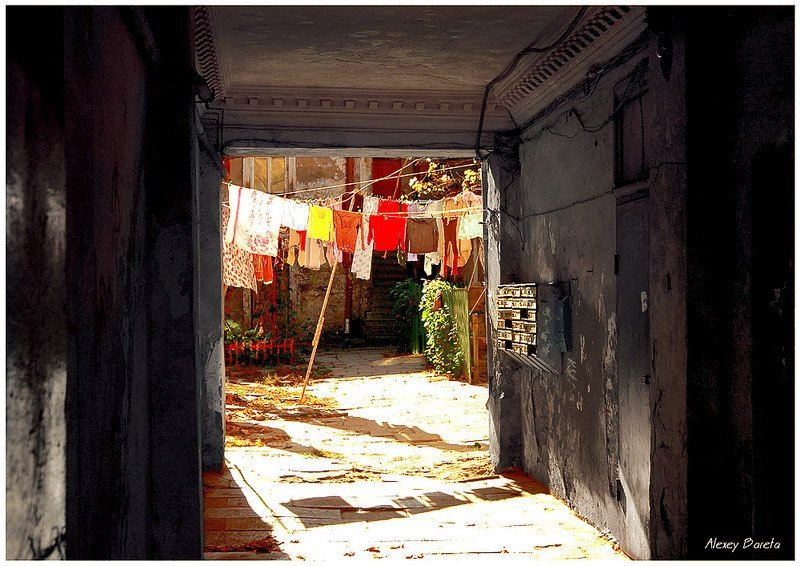

Одесские дворики считаются одной из главных достопримечательностей города. Им посвящено немало туристических маршрутов, которые дают возможность узнать историю Одессы и её старых двориков, а также их знаменитых жителей. Им посвящают публичные лекции, по ним пишут путеводители.

## В кинематографе
Кинематографистов одесские дворики привлекали как интересная локация: уникальная архитектура, интересные жители с особенным одесским юмором. Одесские дворики послужили натурой в таких фильмах, как «Зелёный фургон», «Ликвидация», «Биндюжник и Король», «Золотой телёнок», и многих других.

## Состояние
Изношенность, хаотичный ремонт и новая застройка города ставят под угрозу существование одесских двориков, на что неоднократно обращалось внимание.

## Известные дворики
- Дерибасовская, 3. Во внутреннем дворике расположен памятник Людвигу-Лазарю Заменгофу, изобретателю языка эсперанто.
- Утёсова, 11. В этом дворе родился и вырос Лейзер Иософович Вайсбейн, он же — Леонид Утёсов. В 2015 году во дворе был открыт музей-квартира Леонида Утёсова[10].
- Пастера, 46. Во дворе дома № 46 был открыт памятник известному художнику К. К. Костанди[11].
- Колонтаевская 21. В этом дворе снимали популярный сериал «Ликвидация»[12].

## Галерея

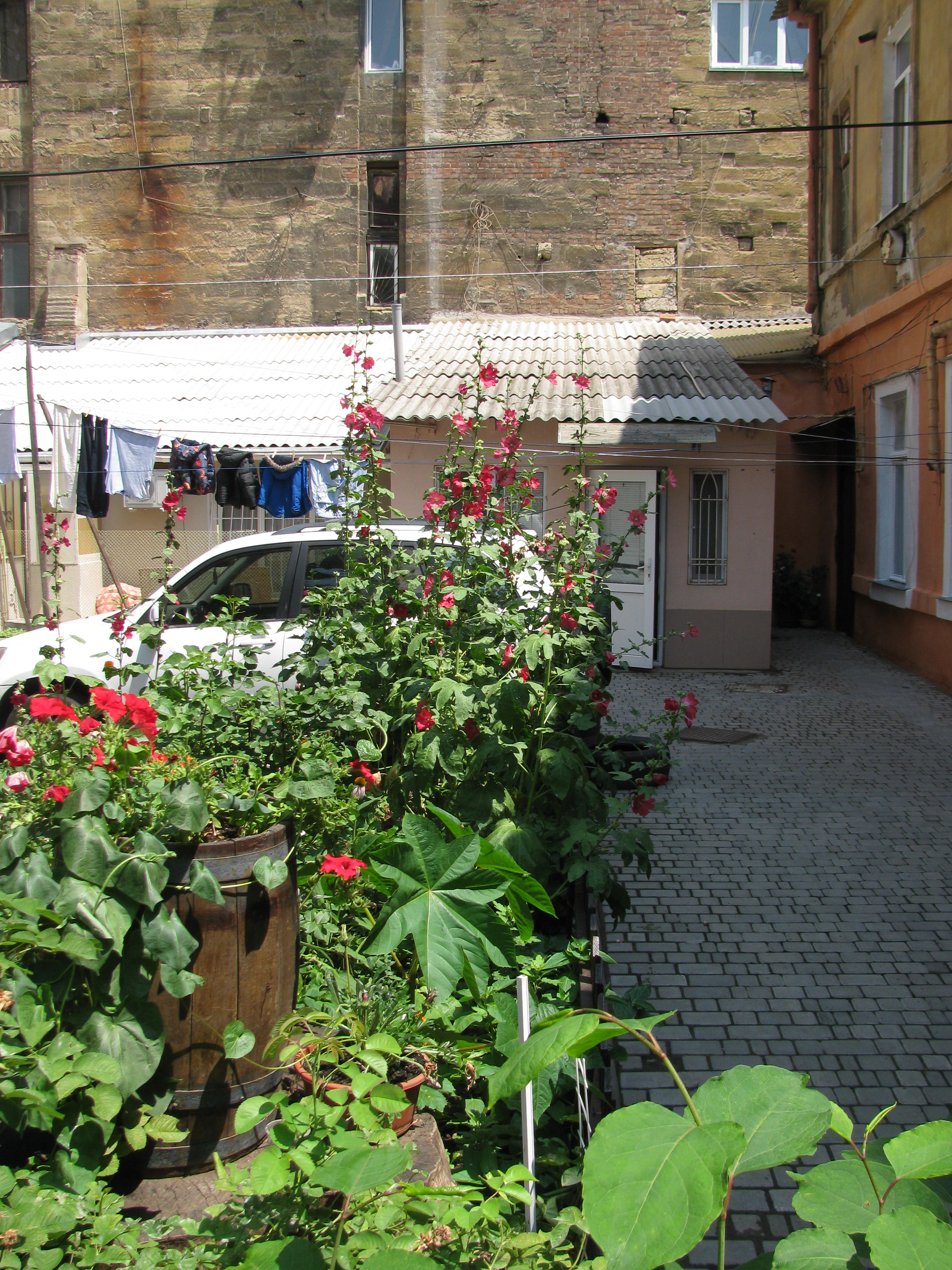
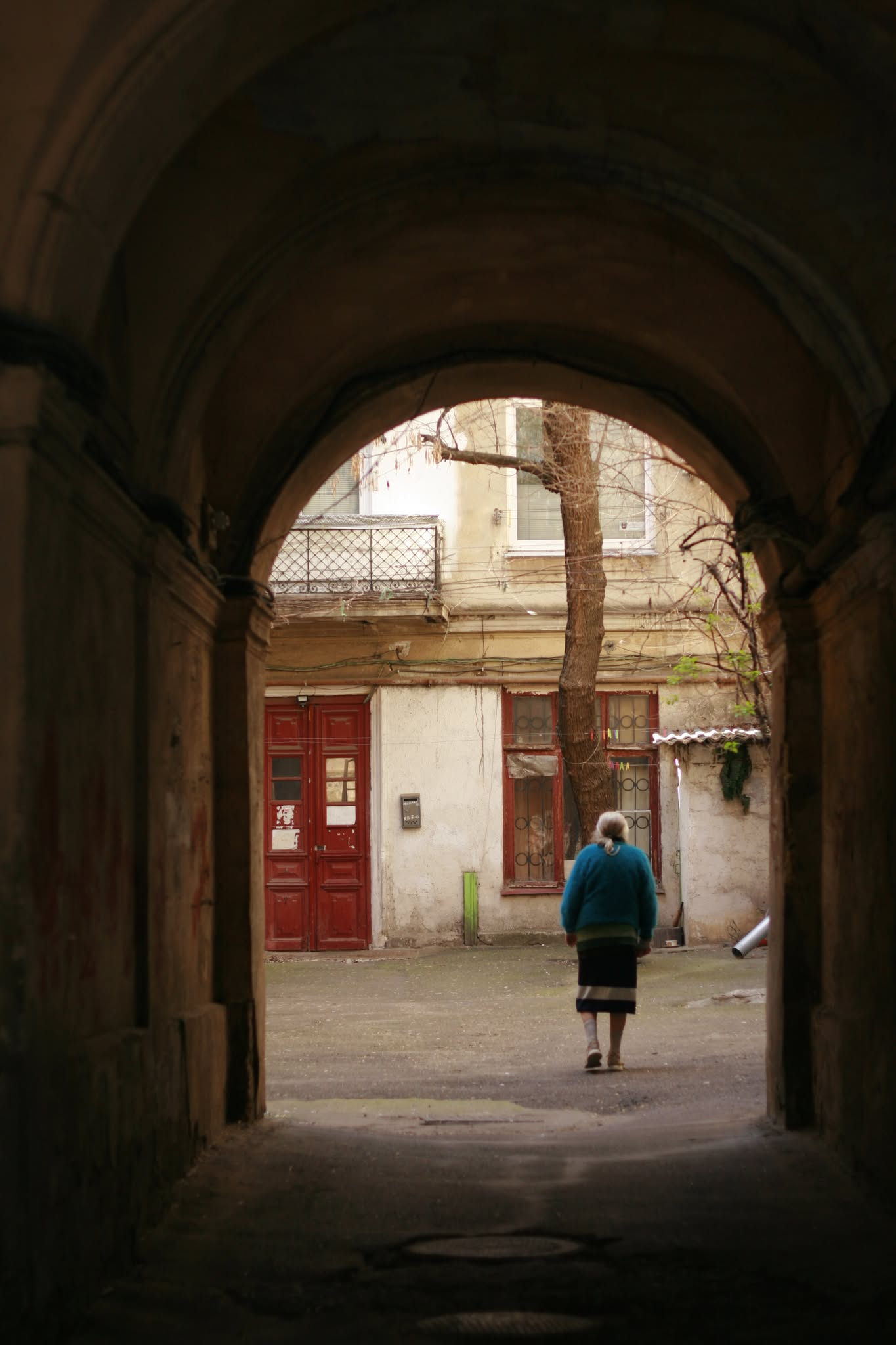
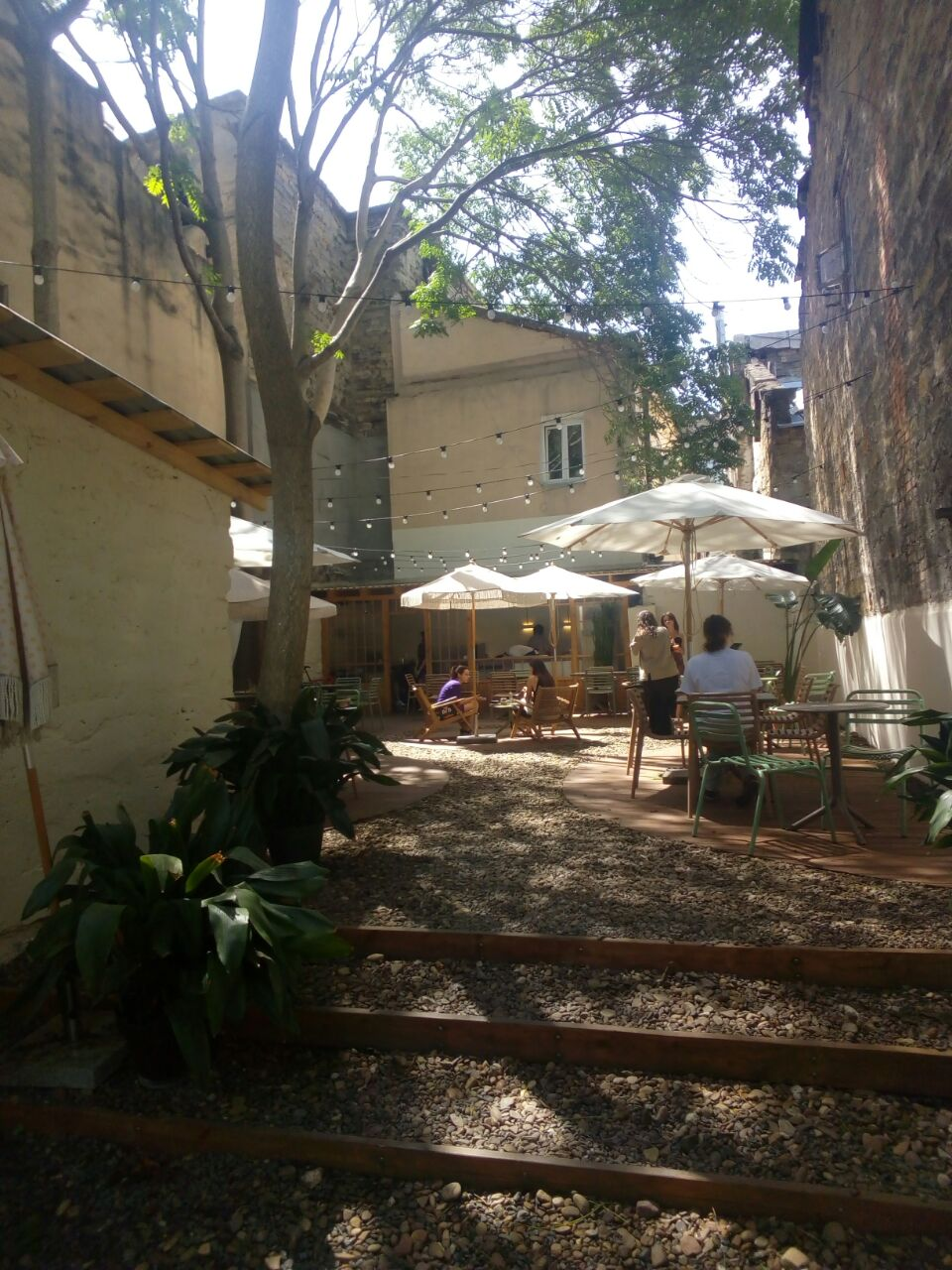
Кафе в одесском дворике на улице Еврейской
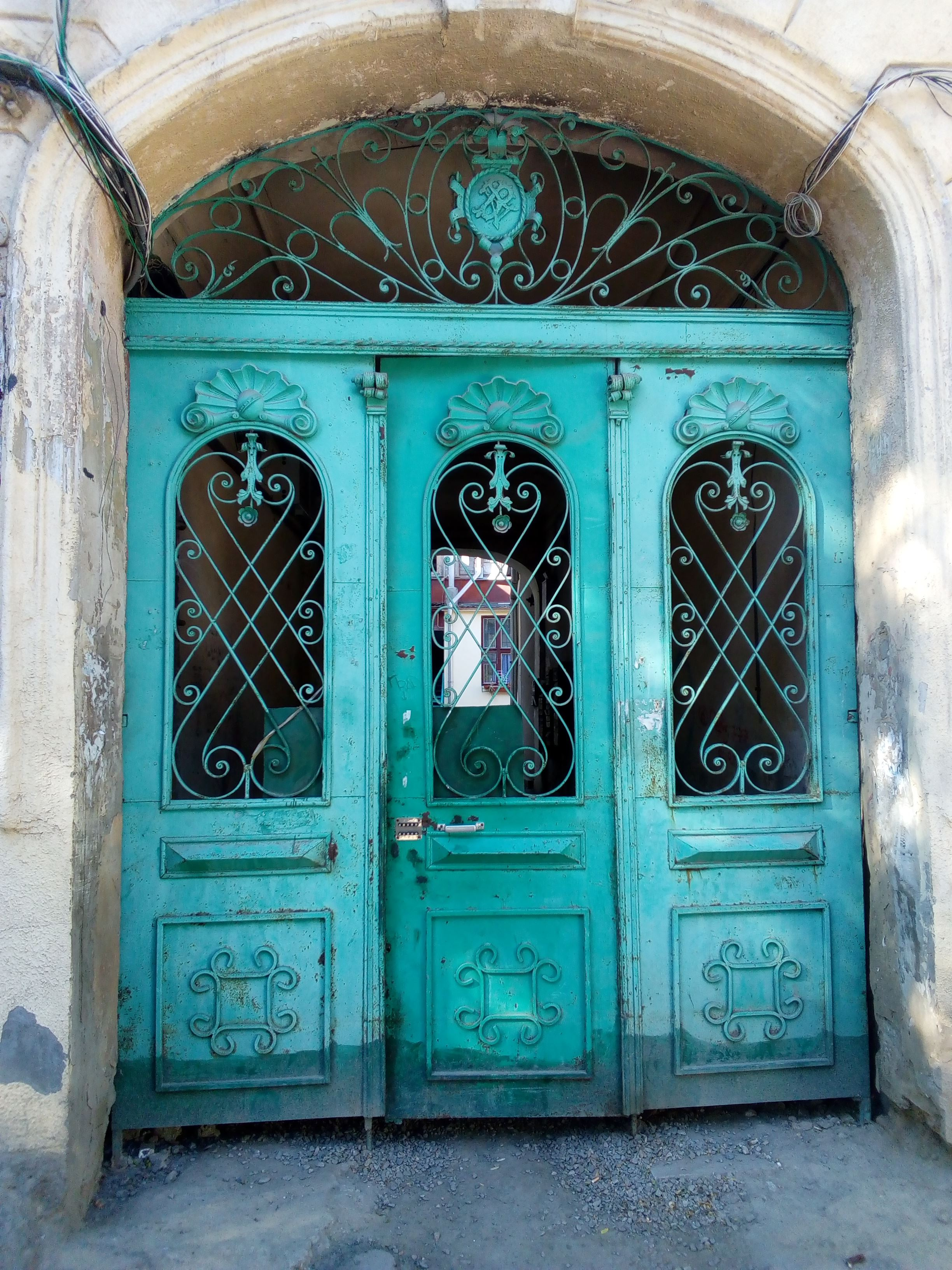
Вход в одесский дворик: ворота на Молдаванке
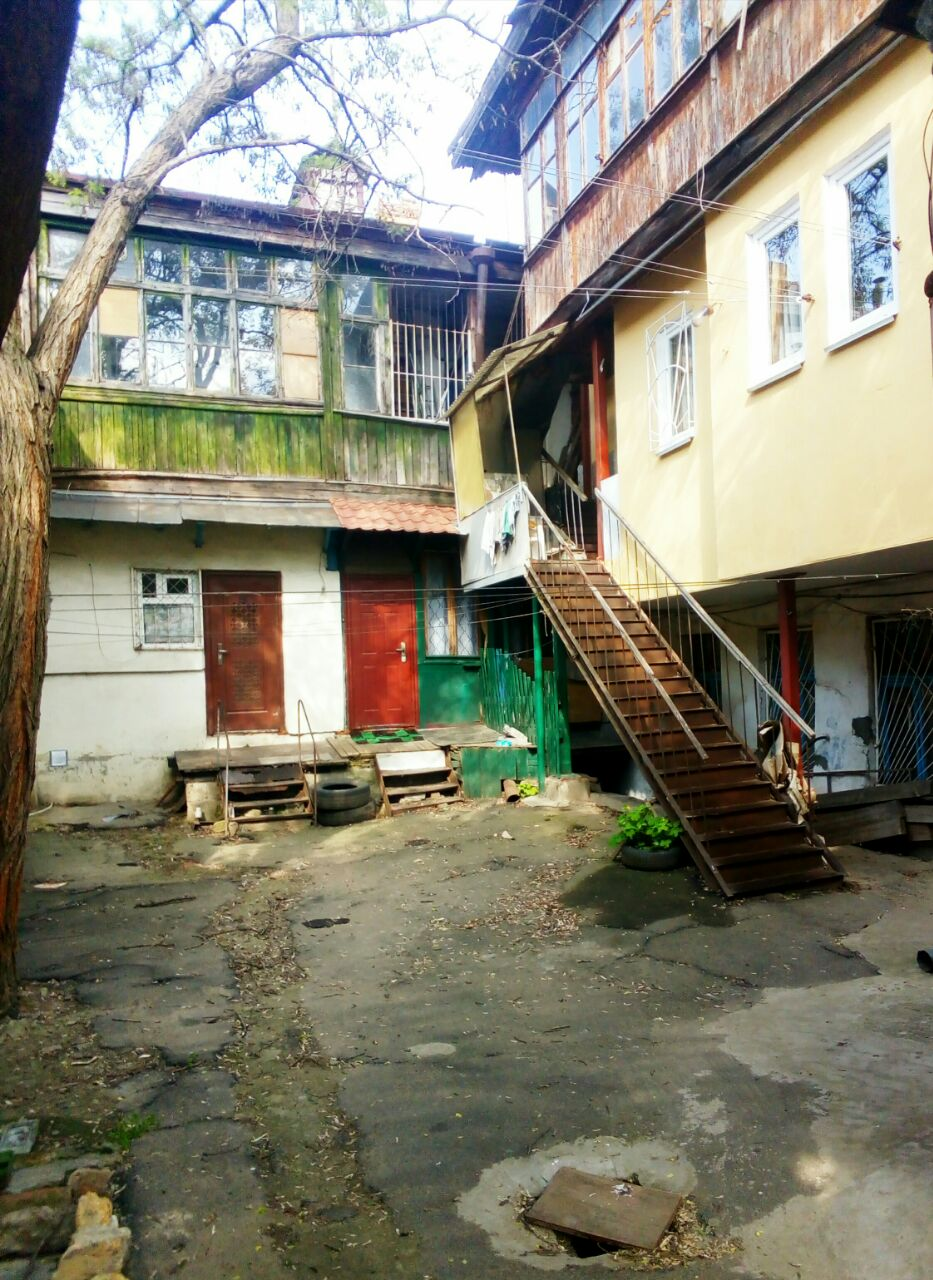
Дворик возле Староконного рынка
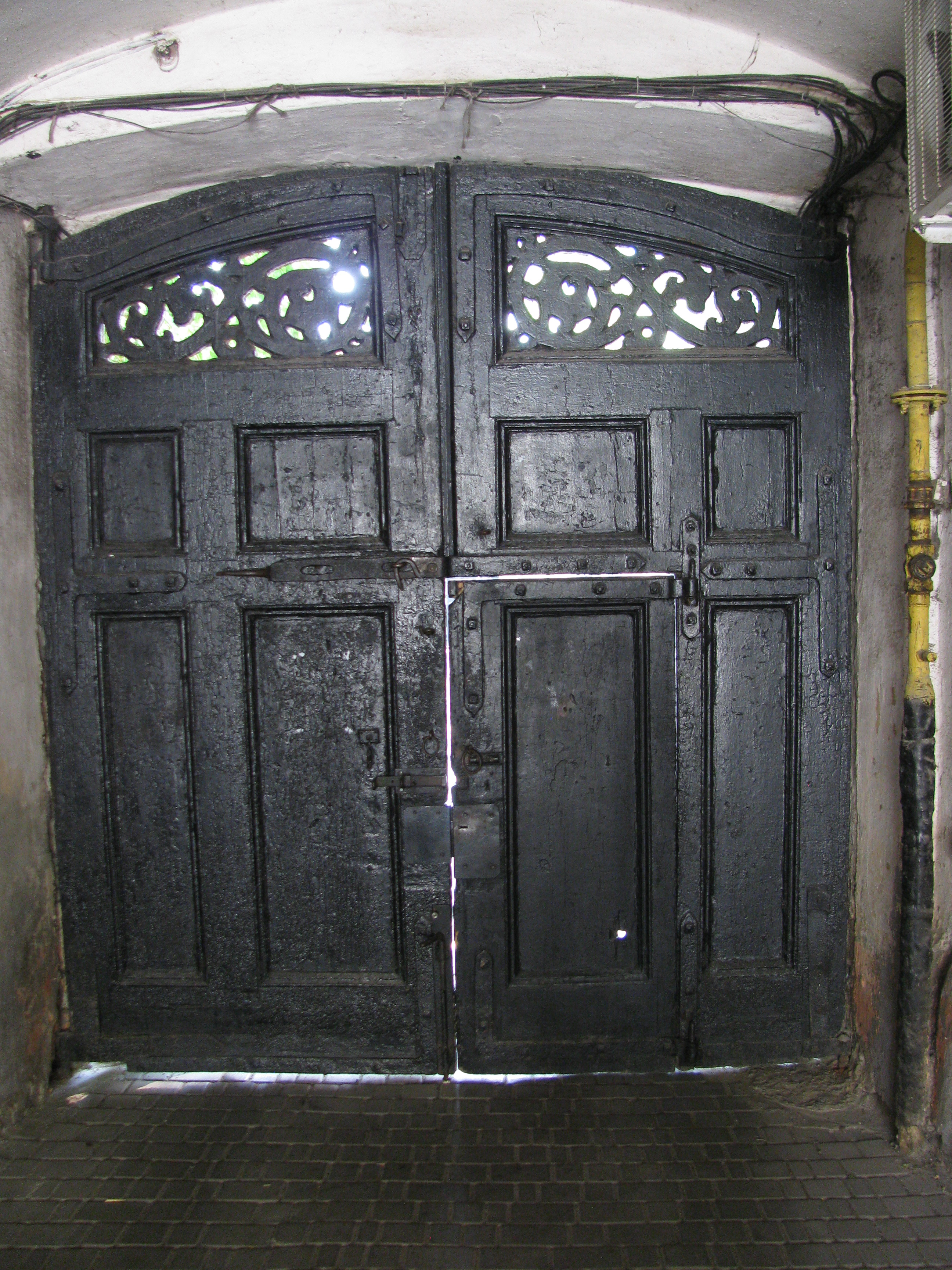
Ворота во двор
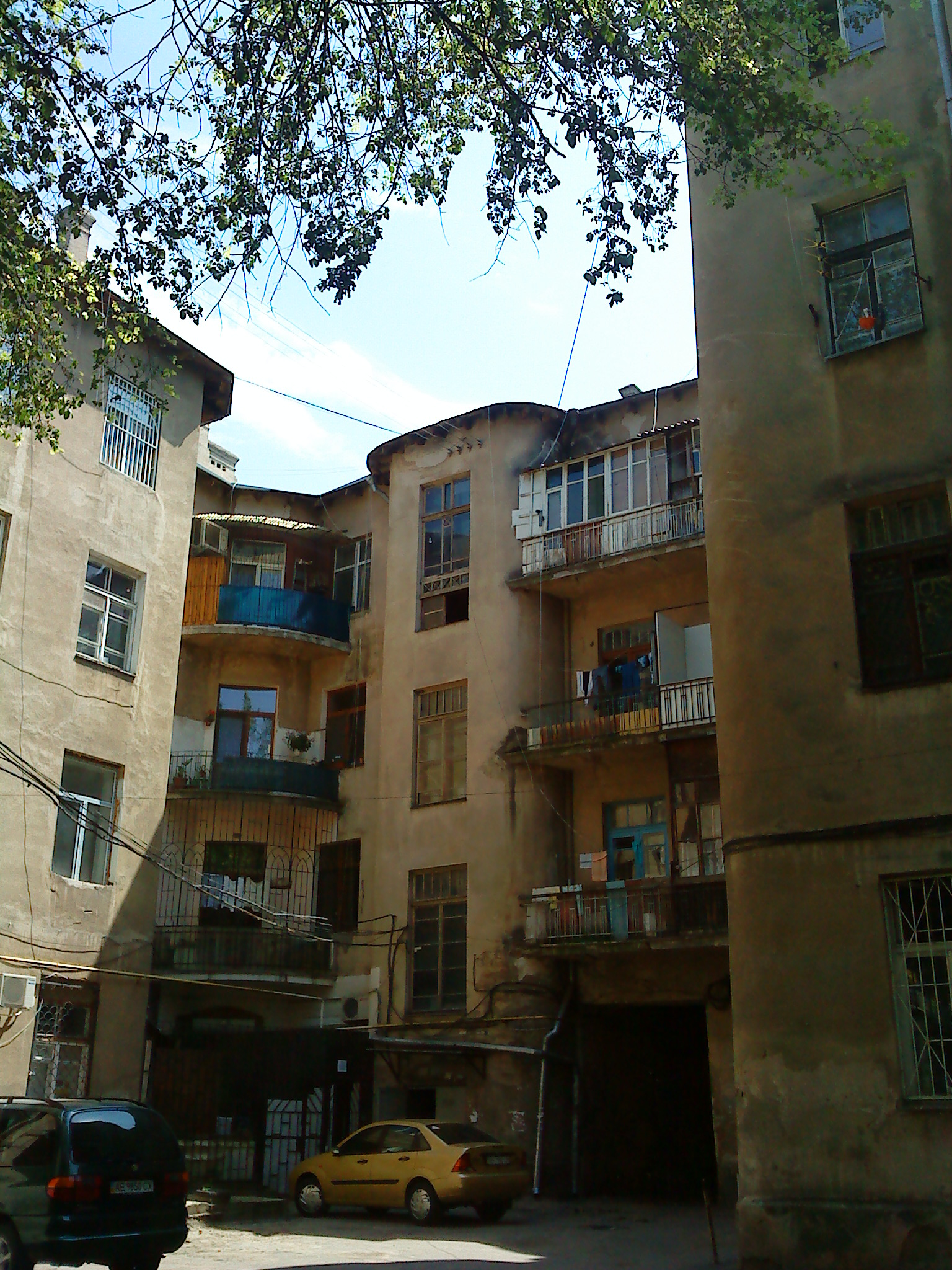
Двор на ул.Пироговской-5